# Paul Coletti
Paul Coletti (* 1959 in Edinburgh) ist ein schottischer Bratschist und Musikpädagoge.
Der Sohn italienischer Eltern hatte achtjährig den ersten Violinunterricht. Im Alter von 18 Jahren wurde er Schüler von Alberto Lysy an der Internationalen Menuhin-Musikakademie in der Schweiz, wohin er 24-jährig nach einem dreijährigen Studienaufenthalt in den USA als Professor für Viola und Kammermusik zurückkehrte. In seiner Studienzeit hatte er mehr als 100 Auftritte mit Lysy, daneben arbeitete er mehrfach mit Yehudi Menuhin zusammen. Er war Assistent von Sándor Végh und Don McInnes und zählt darüber hinaus Felix Galimir, Raphael Hillyer, Lillian Fuchs, William Lincer, Dorothy DeLay, Felix Andriewsky, Johannes Eskar, Jimmy Durrant, Lorand Fenyves, Gyorgy Sebok, Anna Chumachenco, János Starker und Zoltán Székely zu seinen Lehrern.
Nach seinem Debüt bei Festivals in New York, San Francisco und Edinburgh 1981 folgten Auftritte mit namhaften europäischen und amerikanischen Orchestern und Musikern wie André Previn, Gerard Schwarz, Jean-Pierre Rampal, Pepe Romero, Dawn Upshaw, Claude Bolling und Menahem Pressler. Er spielte im Sydney Opera House, der Queen Elizabeth Hall, der Berliner Philharmonie, im Kennedy Center, der Walt Disney Concert Hall und der Suntory Hall, hatte Fernsehauftritte, war Solist bei den International Viola  Congresses in Chicago und arbeitete mit zahlreichen Streichquartetten und Kammermusikvereinigungen zusammen. Seine Diskographie umfasst mehr als 30 Alben.
Im Alter von 25 Jahren wurde Coletti Leiter der Abteilung Streicher an der University of Washington. 27-jährig wurde er Professor am Peabody Institute der Johns Hopkins University. Später unterrichtete er an der Colburn School und wurde Leiter der Abteilung Kammermusik an der University of California, Los Angeles. Daneben hatte er mehrere Gastprofessuren inne, gab weltweit Meisterklassen und wirkte als Juror an internationalen Musikwettbewerben mit.

## Weblink
- Website von Paul Coletti